# Liste des objets célestes les plus lointains

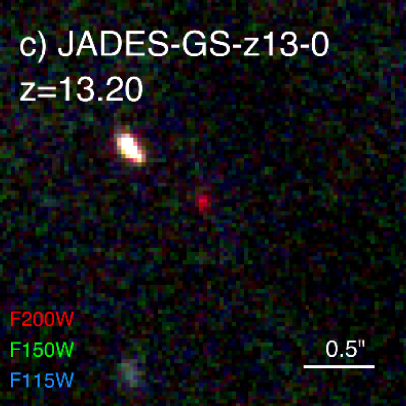
En septembre 2022, éloignée de 13,4 milliards d'a.l. de la Terre,, la galaxie JADES-GS-z13-0 est le plus lointain objet céleste connu des astronomes.

Cet article documente les objets astronomiques les plus éloignés découverts et validés en fonction de différentes méthodes.
Les distances aux objets éloignés, autres que ceux des galaxies proches, sont presque toujours déduites en mesurant le décalage vers le rouge cosmologique (z) de leur lumière. De par leur nature, les objets très éloignés ont tendance à être très faibles, et ces déterminations de distance sont difficiles et sujettes à des erreurs. Une distinction importante est de savoir si la distance est déterminée par spectroscopie ou en utilisant une technique photométrique. La première est généralement à la fois plus précise et plus fiable, en ce sens que les décalages vers le rouge photométriques sont plus susceptibles d'être erronés en raison d'une confusion avec des sources de décalage vers le rouge plus faibles qui ont des spectres inhabituels. Pour cette raison, un décalage vers le rouge spectroscopique est classiquement considéré comme étant nécessaire pour que la distance d'un objet soit considérée comme définitivement connue, alors que des décalages vers le rouge déterminés par photométrie identifient des sources très éloignées « candidates ». Ici, cette distinction est indiquée par un indice "p" pour les décalages vers le rouge photométriques.
On peut noter que GN-z11, galaxie la plus distante confirmée entre mars 2016 et octobre 2022, marque la frontière entre deux périodes de l’histoire des observations de l’astronomie contemporaine, avant JWST et depuis JWST. Histoire qui débute en 1998 avec l’adoption par les astrophysiciens du modèle ΛCDM de la cosmologie du Big Bangqui permet de calculer les distances présentées ci-dessous (t0 = 13,797 Ga pour Planck 2018).

## Par distance
| Illustration | Nom                              | z           | Distance (Gal) | Type                      | Notes |
| ------------ | -------------------------------- | ----------- | -------------- | ------------------------- | --- |
|              | MoM-z14                          | z = 14,44   | 13,52          | Galaxie                   | Galaxie candidate                                                                                                 |
|              | JADES-GS-z14-0                   | z = 14,1796 | 13,50          | Galaxie                   | Galaxie confirmée                                                                                                 |
|              | JADES-GS-z14-1                   | z = 13,90   | 13,50          | Galaxie                   | Galaxie à discontinuité Lyman-α confirmée.                                                                        |
|              | JADES-GS-z13-0                   | z = 13,2    | 13,48          | Galaxie                   | Galaxie confirmée                                                                                                 |
|              | UNCOVER-z13                      | z = 13,07   | 13,47          | Galaxie                   | Galaxie à la spectroscopie non conclusive, " tentative detection ", à confirmer .                                 |
|              | JADES-GS-z13-1-LA                | z = 13      | 13,47          | Galaxie                   | Galaxie à discontinuité Lyman-α confirmée                                                                         |
|              | JADES-GS-z12-0                   | z = 12,48   | 13,45          | Galaxie                   | Galaxie confirmée                                                                                                 |
|              | UNCOVER-z12                      | z = 12,39   | 13,44          | Galaxie                   | Galaxie à discontinuité Lyman-α confirmée                                                                         |
|              | GLASS-z12 / GHZ2                 | z = 12,34   | 13,44          | Galaxie                   | Galaxie confirmée                                                                                                 |
|              | Galaxie de Maisie (CEERS_ 16943) | z = 11,40   | 13,40          | Galaxie                   | Galaxie confirmée avec JWST/NIRSpec : détection de la raie d’émission [O II]λ3727.                                |
|              | JADES-GS-z11-0 UDFj-39546284     | z = 11,122  | 13,39          | Galaxie                   | Galaxie confirmée,                                                                                                |
|              | CEERS2 588 (CEERS_11384)         | z = 11,04   | 13,39          | Galaxie                   | Galaxie confirmée                                                                                                 |
|              | CAPERS_UDS_z11                   | z = 11,013  | 13,38          | Galaxie                   | Galaxie confirmée                                                                                                 |
|              | GN-z11                           | z = 10,6034 | 13,36          | Galaxie                   | Galaxie confirmée,.                                                                                               |
|              | CAPERS_UDS_z10                   | z = 10,562  | 13,355         | Galaxie                   | Galaxie confirmée                                                                                                 |
|              | GHZ7                             | z = 10,43   | 13,35          | Galaxie                   | Galaxie confirmée avec JWST/NIRSpec : détection de la raie d’émission CIII]λ1909.                                 |
|              | JADES-GS-z10-0 UDFj-38116243     | z = 10,38   | 13,35          | Galaxie                   | Galaxie à discontinuité Lyman-α confirmée.                                                                        |
|              | GHZ8                             | z = 10,23   | 13,345         | Galaxie                   | Galaxie confirmée avec JWST/NIRSpec: détection de la raie d’émission [OII]λλ3727,29 .                             |
|              | MACS0647−JD                      | z = 10,167  | 13,34          | Galaxie                   | Galaxie confirmée                                                                                                 |
|              | GHZ9                             | z = 10,145  | 13,34          | Galaxie active            | NAG confirmé (Trou noir)                                                                                          |
|              | UHZ1                             | z = 10,07   | 13,33          | Galaxie active            | NAG confirmé (Trou noir)                                                                                          |
|              | GLASS-z11 / GLASS-z10 / GHZ1     | z = 9,875   | 13,32          | Galaxie                   | Galaxie confirmée en dessous de z = 10 en janvier 2025,.                                                          |
|              | A2744-JD1 / JD1                  | z = 9,79    | 13,32          | Lentille gravitationnelle | Galaxie confirmée avec JWST/NIRSpec: détection des raies d’émission d'hydrogène de la série de Balmer, Hγ et H𝛽 . |
|              | MACS1149-JD1                     | z = 9,11    | 13,26          | Galaxie                   | Galaxie confirmée                                                                                                 |
|              | EGSY8p7                          | z = 8,68    | 13,23          | Galaxie                   | Galaxie confirmée                                                                                                 |
|              | A2744 YD4                        | z = 8,38    | 13,20          | Galaxie                   | Galaxie confirmée                                                                                                 |
|              | MACS0416 Y1                      | z = 8,31    | 13,20          | Galaxie                   | Galaxie confirmée                                                                                                 |
|              | GRB 090423                       | z = 8,2     | 13,18          | Sursaut gamma             | [ 32 ] |
|              | EGS-zs8-1                        | z = 7,73    | 13,13          | Galaxie                   | Galaxie confirmée                                                                                                 |
|              | z7 GSD 3811                      | z = 7,66    | 13,11          | Galaxie                   | Galaxie |
|              | QSO J0313-1806                   | z = 7,64    | 13,11          | Quasar                    | Emission de [CII] détectée par ALMA                                                                               |
|              | z8 GND 5296                      | z = 7,51    | 13,10          | Galaxie                   | Galaxie confirmée,                                                                                                |
|              | A1689-zD1                        | z = 7,5     | 13,10          | Galaxie                   | Galaxie |
|              | GS2 1406                         | z = 7,452   | 13,095         | Galaxie                   | Galaxie |
|              | SXDF-NB1006-2                    | z = 7,215   | 13,07          | Galaxie                   | Galaxie, |
|              | GN-108036                        | z = 7,213   | 13,07          | Galaxie                   | Galaxie, |
|              | BDF-3299                         | z = 7,109   | 13,05          | Galaxie                   | Galaxie |
|              | PSO J145.5964+19.3565            | z = 7,092   | 13,05          | Quasar                    | Gaz moléculaire CO détecté par ALMA                                                                               |
|              | ULAS J1120+0641                  | z = 7,085   | 13,05          | Quasar                    | |
|              | A1703 zD6                        | z = 7,045   | 13,04          | Galaxie                   | [ 41 ] |
|              | BDF-521                          | z = 7,008   | 13,04          | Galaxie                   | [ 43 ] |
|              | G2-1408                          | z = 6,972   | 13,03          | Galaxie                   | , |
|              | IOK-1                            | z = 6,964   | 13,03          | Galaxie                   | Galaxie,. émetteur Lyman-alpha                                                                                    |
|              | LAE J095950,99+021219,1          | z = 6,944   | 13,03          | Galaxie                   | Émetteur Lyman-alpha, galaxie ténue                                                                               |
|              | PSO J172,3556+18,7734            | z = 6,82    | 13,01          | Jet                       | |

Depuis le début du Télescope spatial James Webb (JWST) en juin 2022, de nombreuses galaxies lointaines bien au-delà de ce qui pouvait être vu par le Télescope spatial Hubble (z = 11) ont été découvertes grâce à la capacité du JWST à voir loin dans l’infrarouge. Auparavant, en date de 2012, il existait une cinquantaine d'objets célestes possédant un décalage vers le rouge photométrique vers le rouge de 8 et plus tirés du champ ultra-profond de Hubble (XDF) à partir d'observations faites entre mi-2002 et décembre 2012. La majorité de ces objets ont depuis été confirmés spectroscopiquement par JWST.
|                                  | zp              | Distance (Gal) | Type               | Remarques |
| -------------------------------- | --------------- | -------------- | ------------------ | --- |
| F200DB-045                       | zp = 20,4       | 13,725         | Galaxie            | Galaxie candidate à discontinuité Lyman-α découverte par JWST |
| Galaxie de Schrödinger           | zp = 17         | 13,6           | Galaxie            | Galaxie candidate, également nommée CEERS-1749 |
| GLIMPSE 70467                    | zp = 16,4 ± 1,8 | 13,56          | Galaxie            | Galaxie candidate à discontinuité Lyman-α observée par JWST. |
| UDFj-39546284 JADES-GS-z11-0     | zp ≅11,9 ?      | 13,37          | Galaxie            | Galaxie candidate au titre d'objet céleste le plus lointain en janvier 2011 ’, elle a été observée par JWST en 2022 et est connue désormais sous le nom de JADES-GS-z11-0,.    |
| SPT0615-JD                       | zp = 9,9        | 13,27          | Galaxie            | [ 56 ] |
| GRB 090429B                      | zp ≅ 9,4        | 13,14          | Sursaut gamma      | Le redshift photométrique dans ce cas a une assez grande incertitude, sa limite inférieure étant z>7.                                                                          |
| UDFy-38135539 / JADES-GS-z8-0-LA | z = 8,48        | 13,1           | Galaxie            | Un décalage vers le rouge spectroscopique de z = 8,55 est donné par cette source en 2010, mais il serait erroné. Nouvelle spectroscopie de cette galaxie effectuée avec JWST . |
| BoRG-58                          | ≅8              | 13             | Amas ou proto-amas | Candidat |

## Par type

### Type d'objets
| Type                                          | Objet                                                                     | Décalage vers le rouge | Remarques |
| --------------------------------------------- | ------------------------------------------------------------------------- | ---------------------- | --- |
| Tout objet céleste, quel que soit son type    | JADES-GS-z14-0                                                            | z = 14,1796            | Depuis mai 2024. |
| Galaxie ou protogalaxie                       | JADES-GS-z14-0                                                            | z = 14,1796            | Depuis mai 2024. |
| Amas de galaxies                              | CL J1001+0220                                                             | z ≅ 2,506              | Depuis 2016 |
| Superamas de galaxies                         | L'amas Hyperion                                                           | z = 2,45               | Le proto-superamas Hypérion au moment de sa découverte en 2018 était le proto-superamas de galaxies le plus ancien et le plus grand découvert à ce jour . |
| Quasar                                        | UHZ1                                                                      | z = 10,07              | [ 65 ] |
| Trou noir                                     | UHZ1                                                                      | z = 10,07              | [ 66 ] |
| Étoile, protoétoile ou cadavre stellaire      | Ancêtre de GRB 090423                                                     | z = 8,2                | GRB 090429B avec un décalage vers le rouge photométrique zp ≅ 9,4 serait donc plus éloigné que GRB 090423,. |
| Étoile, protoétoile ou cadavre post-stellaire | SDSS J1229+1122                                                           | 55 Mal                 | Cette supergéante bleue hypothétique illumine une nébuleuse dans la galaxie IC 3418. |
| Étoile                                        | Étoile 1 lentillée par MACS J1149+2223 ou étoile Icarus                   | z = 1,49               | Étoile individuelle la plus éloignée, |
| Amas stellaire                                |                                                                           |                        | |
| Système d'amas d'étoiles                      | Système d'amas globulaires dans une galaxie elliptique derrière NGC 6397. | 1,2 Gal                | , |
| Jet de rayons X                               | Jet de PJ352–15 (en)                                                      | z = 5,831              | Le précédent record était de 12,4 Gal,. |
| Microquasar                                   | XMMU J004243,6+412519                                                     | 2,5 Mal                | Premier microquasar extragalactique,. |
| Planète                                       | SWEEPS-11 (en) / SWEEPS-4 b                                               | 27 710 al              | - Une analyse de la courbe de lumière la microlentille PA-99-N2 suggère la présence d'une planète en orbite autour d'une étoile dans la galaxie d'Andromède. - L'analyse du lobe A de la double lentille gravitationnelle Q0957 + 561 suggère qu'il s'y trouve une planète située à un décalage vers le rouge de 0,355. |

### Type d'événements
| Type                             | Événement                            | Décalage vers le rouge | Remarques |
| -------------------------------- | ------------------------------------ | ---------------------- | --- |
| Sursaut gamma                    | GRB 090423                           | z = 8,2                | GRB 090429B a un décalage vers le rouge photométrique zp ≅ 9,4 et serait donc plus éloigné que GRB 090423, mais il manque une confirmation spectroscopique,. |
| Supernova à effondrement de cœur | SN 1000+0216                         | z = 3,8993             | [ 87 ] |
| Supernova thermonucléaire        | SN UDS10Wil                          | z = 1,914              | [ 88 ] |
| Recombinaison                    | Création du fond diffus cosmologique | z~1 000 à 1 089        | [ 89 ] |

### Note
1. 1 2  1 Gal (giga-année-lumière) = 1 milliard d'années-lumière.
Ces distances n'ont pas de signification physique directe (voir mesure des distances en cosmologie et Univers observable).